# Albina Nećak Lük
Albina Nećak-Lük, slovenska jezikoslovka, sociolingvistka, pedagoginja, * 30. avgust 1940, Murska Sobota.
Je zaslužna profesorica ljubljanske univerze in utemeljiteljica univerzitetnega študija uporabnega jezikoslovja na Slovenskem. Vse do svoje upokojitve je predavala na Oddelku za primerjalno in splošno jezikoslovje Filozofske fakultete Univerze v Ljubljani, kjer je vodila katedro za uporabno jezikoslovje.

## Življenje in delo
Albina Nećak-Lük se je rodila leta 1940 v Murski Soboti. Na tamkajšnji gimnaziji je maturirala, leta 1968 pa je diplomirala iz angleškega jezika in literature ter francoskega jezika in literature na Filozofski fakulteti Univerze v Ljubljani. Leta 1984 doktorira z disertacijo Družbene razsežnosti dvojezičnosti na narodnostno mešanem območju Prekmurja. Postane doktorica sociologije jezika. Po habilitaciji v docentko za uporabno jezikoslovje leta 1988 je bila leta 1993 izvoljena v naziv izredna profesorica, leta 1998 pa postane redna profesorica za uporabno jezikoslovje Oddelka za primerjalno in splošno jezikoslovje na Filozofski fakulteti v Ljubljani, v okviru katerega vse do svoje upokojitve predava in vodi katedro za uporabno jezikoslovje.
Pričakovala je, da bo lahko poučevala na gimnaziji v Murski Soboti, a se je celotna stvar zavlekla in mesto, ki ga je želela zasesti, je bilo na žalost že zasedeno. Ponudi se ji nova priložnost in leta 1965 zaposlitev najde na Inštitutu za narodnostna vprašanja, kjer deluje kar tri desetletja.
Na inštitutu so imeli Oddelek za severno in zahodno mejo, znotraj katerega se je izoblikoval splošni teoretski Oddelek za preučevanje medetičnih odnosov v jugoslovanskem in slovenskem prostoru. Člani oddelka so preučevali takratni položaj Slovencev in Slovenije znotraj jugoslovanske federacije ter položaj različnih narodnih skupnosti v Sloveniji, predvsem Madžarov in Italijanov. Delo na inštitutu jo je zanimalo predvsem zato, ker je želela sodelovati pri postavitvi temeljev dvojezične šole v Prekmurju. Inštitut je Albina Nećak-Lük zapustila, ko je nastajala raziskava o narodnostno mešanem območju v Porabju.
Kmalu po doktoratu začne Albina Nećak-Lük opravljati delo na Pedagoškem inštitutu v Ljubljani, kjer je preučevala medetične odnose, jezikovno identiteto, stališča do jezika in jezikovno politiko. Na inštitutu so iskali nekoga, ki bi opravil akcijsko raziskavo v dvojezičnih šolah v Prekmurju. Sama je že prej preučevala to področje, saj je sistem v prekmurskih šolah poseben. Tam so slovenski in madžarski otroci v istem razredu, pouk poteka v obeh jezikih, da bi učenci obeh narodnih manjšin usvojili materni in drugi jezik, ki bi jim pomagal pri nemotenem sporazumevanju z drugimi. Ta model potrebuje visoko usposobljene učitelje. Učitelji morajo biti jezikovno usposobljeni, da lahko brez težav preklapljajo iz jezika v jezik, hkrati pa morajo biti ozaveščeni in s svojim jezikovnim obnašanjem učencem pokazati enakovrednost obeh jezikov, v čemer je Nećak-Lükova videla največji problem. V prekmurskih dvojezičnih šolah se je pojavila težava hkratnega učenja obeh jezikov, saj nista imela potrebne didaktične podlage. Albina Nećak-Lük prične z raziskavo, ki je trajala 11 let, sama pa jo šteje med svojo najbolj pomembno aplikativno raziskavo, ker je bil ugotovljen pristop raziskave uveden v sam učni načrt, s tem pa je sama veliko prispevala k posodobitvi dvojezičnega izobraževanja.
Albina Nećak-Lük je nosilka več nacionalnih in mednarodnih projektov o medetičnih odnosih, etnični in jezikovni identiteti na narodno mešanih območjih v Sloveniji, na s Slovenci poseljenih območjih v sosednjih državah ter pri migrantskih skupnostih in Romih v Sloveniji. Sodelovala je pri mednarodnih projektih: CERI/OECD, UNESCO, UNRISD, TEMPUS, Svet Evrope in Alpe Jadran. Kot vodja evalvacijske skupine za Slovenijo, je sodelovala tudi pri mednarodnem projektu REI (Roma Education Initiative).
Strokovno delo je opravljala kot predsednica komisije Strokovnega sveta RS za izobraževanje na narodno mešanih območjih in kot predsednica razširjene področne skupine za šolstvo narodnih manjšin. Bila je članica Delovne skupine za jezikovno načrtovanje in jezikovno politiko pri Državnem zboru Republike Slovenije ter Sveta za jezike Ministrstva za izobraževanje, znanost in šport. Leta 2001 je bila članica Nacionalnega odbora za pripravo Evropskega leta jezikov. Sodelovala je v strokovni skupini Sveta Evrope in Ministrstva za izobraževanje, znanost in šport Republike Slovenije za pripravo poročila Prerezi jezikovne politike Republike Slovenije v izobraževanju.
Konec 80. let Albina Nećak-Lük dobi povabilo slovenistov Pedagoške fakultete Univerze v Mariboru k predavanju slovenske sociolingvistike. Ta predavanja so se ji zdela potrebna, hkrati pa so doprinesla ogromno uspehov. Filozofska fakulteta v Ljubljani ni imela oddelka, ki bi razvijal splošno jezikoslovje, imela je samo Oddelek za primerjalno jezikoslovje. Dekanu je bil podan predlog, da bi tudi to poskusili razviti in predlog se začne uresničevati s prihodom profesorja Orešnika. Do svoje upokojitve Albina Nećak-Lük na oddelku vodi katedro za uporabno jezikoslovje.
Albina Nećak-Lük je med drugim tudi ena od ustanovnih članic Društva za uporabno jezikoslovje Slovenije, v obdobju 1987‒1989 pa društvu tudi predseduje. Bila je članica uredniškega odbora revije Uporabno jezikoslovje. Nekaj let je sodelovala v uredniškem odboru Razprave in gradivo, revije za etnične študije. Nenazadnje je bila tudi članica strokovnega odbora knjižne zbirke Multilingualism and Linguistic Diversity pri Swets & Zeitlinger.